# وادي السحتن
وادي السحتن أو مندوس عمان هو أحد الأودية المهمة في ولاية الرستاق. يبلغ عدد سكان الوادي حوالي 10 آلاف نسمة. ويمتاز الوادي بالخضرة والشلالات والعيون المائية دائمة الجريان على مدار العام. إلى جانب العديد من القرى والمدرجات الزراعية التي أنشأت على يد الأجيال الأولى بالمنطقة والمباني والحصون. يعتبر وادي السحتن من المزارات التي تنشط فيها الحركة السياحية على مدار العام، كما يساهم الوادي في زيادة حجم الصادرات الزراعية خاصة الخضار وبعض الفواكه التي يمتاز بها. ويتم حالياً رصف وتعبيد الطريق من قبل الحكومة تسهيلاً للوصول إليه.

## الموقع
يقع الوادي شمال غرب محافظة مسقط كما يبعد عن مركز ولاية الرستاق بحوالي 40 إلى 50 كم وعن مسقط بحوالي 150 إلى 165 كم.

## الزراعة
تعتبر الزراعة مصدر رزق هذه المنطقة منذ القدم وحتى الآن، وكل وقت من أوقات السنة يتم زراعة صنف خاص من الثمار والحبوب، كالبر والحنطة بالإضافة للعديد من الفواكه منها المانجو، الرمان، العنب، التين، الزيتون، السفرجل و الموز. ويتم تصدير الفائض من هذه المنتجات إلى عدة ولايات في السلطنة من أهمها: الرستاق، الحمراء، بهلاء، نزوى و مسقط، أما بالنسبة للّيمون والتمر الجاف فيتم تصديرهما إلى الهند عن طريق البحر، وتعتبر العيون والأفلاج المصدر الرئيسي لري المزروعات، كان مصدر الدخل الآخر بجانب الزراعة قديماً هو تربية الماشية وتربية النحل.

## علم الفلك
تعتبر النجوم الدليل التي تستدل به في القوافل للسفر من وإلى الوادي، فهناك عدة نجوم مهمة مثل: الميزان وبنات نعش والمشتري والزهرة ونجم سهيل الذي يظهر في نهاية شهر أغسطس مؤذناً ببدء موسم جديد للزراعة، حيث يتحول الجو إلى بارد نسبياً.

## الصناعات الحرفية والسياحة
يشتهر الوادي بعدة صناعات من أهمها صناعة النسيج، السيوف، الخناجر، الأدوات الزراعية والغزل والتي مازالت قائمة حتى الآن، كما يتم استغلال كافة مخلفات النخيل لتحويلها إلى صناعة مفيدة لخدمة الإنسان.
توجد عدة مقومات سياحية في الوادي أهمها عين الخضراء التي تبلغ درجة حرارتها مياهها 50 درجة مئوية، وقرية وجمة السياحية، بالإضافة إلى المدرجات الزراعية في قرية يصب وغيرها من القرى السياحية، والتي يتراوح عددها بين الـ32 قرية من أهمها: قرية فسح، قرية الطويان، قرية يصب، قرية عمق وقرية وجمة والعديد من القرى الأخرى التي تتميز بالمناظر السياحية الخلابة.

## الخدمات والمنشآت
في عهد النهضة حضي هذا الوادي باهتمام كبير من السلطان قابوس، نظراً لأن الوادي يعتبر من ضمن أكثر المناطق المأهولة بالسكان على مستوى ولاية الرستاق. يتجاوز عدد سكان الوادي عشرة آلاف نسمة، لكنه شهد في السنوات الأخيرة نزوحاً كبيراً من الأهالي إلى ولاية الرستاق بسبب صعوبة الطريق خاصة فترة نزول الأمطار، وبالتالي ساهمت حكومة محافظة جنوب الباطنة تنفيذ طريق وادي السحتن التي تنعكس إيجاباً في تقليل نزوح الأهالي من الوادي وبقائهم إلى جانب أهلهم وهو ما يزيد من التقارب والتآلف، كما أن الطريق بمواصفاته الحديثة سيساهم في تنمية الحركة التجارية بالوادي، وتسهيل نقل المرضى إلى المستشفى المرجعي بالولاية. بلغ طول الشارع حوالي 35 كم، ويخدم العديد من القرى السياحية. كما أنشأت الحكومة ثلاث مدارس ليكون التعليم محور اهتمام الجميع لتوجيه أبنائهم إلى المدارس، وإنشاء مراكز لمحو الأمية، إلى جانب إنشاء المركز الصحي الذي يقدم خدماته للمواطنين ليكون في طليعة الخدمات.